# Masty
Masty (belarussisch Масты, russisch Мосты/Mosty) ist eine Stadt in der Hrodsenskaja Woblasz, Belarus, und administratives Zentrum des Rajon Masty.
Hier mündet die Selwjanka in die Memel.

## Söhne und Töchter der Stadt
- Andrej Skabejka (* 1995), Leichtathlet